# Earmilk
Earmilk est un média musical en ligne nord-américain. Lancé à la fin des années 2000 par Montrey Whittaker, Blake Edwards et Eric DeFazio, Earmilk publie sur une variété de genres musicaux, couvrant souvent le hip-hop, l'électronique et la musique pop.

## Histoire
Earmilk a commencé en tant que petit blog MP3 en avril 2009. Au cours de la décennie suivante, Earmilk a évolué pour atteindre son statut international actuel, avec des rédacteurs basés au Canada et aux États-Unis.

## Contenu
En 2013, Refinery29 a inclus Earmilk dans sa liste des « Meilleurs blogs musicaux qui ne sont pas Pitchfork ». En 2017, la publication en ligne d'électronique EDM Sauce a présenté Earmilk dans sa liste des sept meilleurs blogs de dubstep sur internet. Earmilk se distingue par son accent sur la musique underground et sa déclaration de mission spécifie davantage son intérêt pour les « découvertes underground à travers tous les genres musicaux ». En 2015, le journaliste musical de San Francisco, David Sikorski, a pris la direction en tant qu'éditeur principal du site. Depuis, Sikorski a fait évoluer le site de son époque de blog précédente vers une publication médiatique mondiale avec une équipe de rédaction de 75 contributeurs de six pays différents à tout moment de l'année.
À l'instar d'autres publications musicales en ligne, des articles d'Earmilk sont axés sur les premières musicales d'artistes indépendants et de grands labels,,. En 2010, par exemple, Earmilk a présenté en première le single Maximalist de Baths, qui a ensuite été présenté sur Pitchfork et d'autres publications musicales en ligne. En plus de son contenu de journalisme musical, Earmilk publie des articles sur des événements, des vêtements et sur l'art.